# Ainiut
Ainiut is een bestuurslaag in het regentschap Timor Tengah Utara van de provincie Oost-Nusa Tenggara, Indonesië. Ainiut telde 2660 inwoners in 2010. Bij de volkstelling in 2020 was dit aantal teruggelopen tot 1422.